# Samba et Leuk le lièvre
Samba et Leuk le lièvre est une série télévisée franco-canadienne en 26 épisodes de 26 minutes, créée par Olivier Massart et diffusée à partir du 30 avril 1997 sur France 2 dans l'émission La Planète de Donkey Kong et rediffusé sur Canal J, et au Québec à partir du 8 septembre 1997 sur Télétoon.
La série s'inspire librement des contes du recueil La Belle Histoire de Leuk-le-Lièvre des écrivains sénégalais Léopold Sédar Senghor (1906-2001) et Abdoulaye Sadji (1910-1961).

## Synopsis
Samba, un garçon élevé par des lions dans la brousse africaine, est recueilli par les habitants d'un village et choisi pour les sauver d'une malédiction du dieu Togoum.

## Distribution

### Voix françaises
- Nessym Guetat : Samba
- Peppino Capotondi : Leuk le lièvre

Version française
- Société de doublage : ? (Made in Europe ?)
- Direction artistique : Sylvain Goldberg

 Source et légende : version française (VF) sur RS Doublage et Planète Jeunesse

## Épisodes
1. Le départ
2. Princesse Marana
3. La part du lion
4. Le baobab du Kilimandjaro
5. Le feu sacré
6. Les pygmées
7. Rendez-vous avec la Lune
8. Péril dans les cimes
9. Le cimetière des éléphants
10. Le dernier sacrifice
11. Le royaume des Ashantis
12. Le maître des sources
13. Le maître du feu
14. Le gouffre d'Ambore
15. Les amulettes noires
16. La cité sur pilotis
17. La caverne de l'escargot
18. Le fleuve
19. Le gardien des abysses
20. Les roses des montagnes
21. Le seigneur sauvage
22. La cité des nuages
23. Le gardien de l'eau
24. L'œil de la vérité
25. Le mirage de Kalahari
26. Un mariage de rêve

## Conception de la série
Les histoires développées dans la série sont largement inspirées des contes du recueil La Belle Histoire de Leuk-le-Lièvre des écrivains sénégalais Léopold Sédar Senghor (1906-2001) et Abdoulaye Sadji (1910-1961).